# Ronach (Gemeinde St. Veit in Defereggen)
Ronach oder Rune ist ein Einzelhof der Fraktion Gritzen in der Gemeinde St. Veit in Defereggen im Defereggental (Osttirol).

## Geographie
Ronach liegt am sonnenseitigen Abhang des Speikboden rund 100 Meter über dem Talboden des Defereggentals bzw. der Schwarzach. Die Einzelsiedlung besteht nur aus dem Wohn- sowie Wirtschaftsgebäude der Hofstelle Ronach. Westlich von Ronach liegt der Weiler Inneregg, südlich die Einzelhöfe Mühl und Groll. Oberhalb bzw. nördlich von Ronach befinden sich die Siedlungen Untergritzen, Obergritzen und St. Veit Dorf (von West nach Ost). Erreichbar ist Ronach über eine Straße, die zwischen Osing und Mentlerboden von der Defereggentalstraße nach Nordosten abzweigt und über Inneregg nach Ronach und weiter ins Zentrum der Gemeinde, das Dorf St. Veit führt. 

## Geschichte
Den Grundstein für die Besiedlung von Ronach wurde durch die mittelalterliche Schwaige (Urhof) „Schwaige am Egk“ (Grundherrschaft Lasser zu Zollheim) gelegt. Im Bereich dieser Schwaigen entstanden durch Neurodungen in der Folge die Raut Oberanach (Ronach) und Unterranach (Mühlraut), die der Grundherrschaft des Pfarrwidum St. Veit unterstand. Ronach wurde lediglich 1961 von der Statistik Austria als eigene Ortschaft ausgewiesen, wobei die Siedlung zu dieser Zeit aus einem Gebäude mit acht Bewohnern bestand.